# Joseph Pitton de Tournefort
Joseph Pitton de Tournefort (n. 5 iunie 1656, Aix-en-Provence - d. 28 decembrie 1708, Paris) a fost un botanist francez. Este cunoscut ca fiind primul care a formulat o definiție clară pentru  noțiunea de gen din botanică.

## Listă de publicații selectate
- Tournefort, Joseph Pitton de (1694). Éléments de botanique ou methode pour connaître les plantes (Élémens de botanique ou methode pour connoître les plantes) (în franceză). Paris: Imprimerie Royale., trans. as
  - Tournefort, Joseph Pitton de (1719) [1700]. Josephi Pitton Tournefort Aquisextiensis, doctoris medici Parisiensis, Academiae regiae scientiarum socii, et in horto regio botanices professoris, Institutiones rei herbariae (în latină). I. Paris: Typographia regia.
  - Tournefort, Joseph Pitton de (1719) [1700]. Josephi Pitton Tournefort Aquisextiensis, doctoris medici Parisiensis, Academiae regiae scientiarum socii, et in horto regio botanices professoris, Institutiones rei herbariae (în latină). II. Paris: Typographia regia.
- Histoire des plantes qui naissent aux environs de Paris, 1698
- Relation d'un voyage du Levant, 1717
- Traité de la matière médicale, 1717